# Женска занатска школа Нишке женске подружнице
Женска занатска школа Нишке женске подружнице, основана 1883. године, била је прва женска занатска школа у ослобођеном Нишу од Османлија, која је прво почела са радом под називом „Женска раденичка школа”. У току Великог рата школа је привремено а потом и потпуно обуставила рад.
Захваљујући великом залагању њене управитељице Јелене Петровић, „Женска раденичка школа” је 1919. године обновила рад, сада под називом „Женска занатска школа Нишке женске подружнице”.
Од свог оснивања до данас, школа је претрпела једанаест различитих трансформација, спајања, реформисања, мењања радног простора и објекте у којима је радила. Једино се у континуитету задржала едукација ученика за текстилне раднике и техничаре у згради школе (која је под заштитом државе) у улици 7. јула у Нишу. Ову зграду школи је донирала Женска подружница у Нишу која је зграду купила 1904. од добровољних прилога. Зграда је реновирана 2003. године поводом прославе 120 година постојања и рада школе.

## Називи школе
Женска раденичка школа (1883—1922) • Женска занатска школа Нишке женске подружнице (1922—1941) • Женска занатска школа (1946—) • Школа са практичном обуком за кројење и шивења „Анета Андрејевић” (—) • Центар за обуку радника у индустрији, занатству и комуналној привреди (1970—1991) • Стручна школа „Филип Кљајић” (1991—2007) • Школа моде и лепоте (2007—).

## Школовање жена у Србији пре ослобођења Ниша (1878)
Школовање женске деце помиње се у првом Школском закону Кнежевине Србије из 1844. године. Од тада у свим наредним законима., предвиђају се и посебне школе за женску децу, ако их у неким срединама у Кнежевини није било. Девојчице, по овим законима, после навршене десете године нису могле да се школују заједно са дечацима.
Посебна Уредба о женским школама донета је 1846. године и њоме је у Кнежевини Србији предвиђено школовање девојчица у трајању од шест година. Прва јавна женска основна школа основана је у Параћину 1845. године а друга 1846. у Београду. Образовање женске деце је први пут организован u заједничким школама за девојчице и дечаке. Међутим, тамо где је било услова за оснивање две школе, закон је предложио и дуплирање. Поред општеобразовних предмета, училе су и вештине везане само за женски пол: ручни рад, певање, лепо понашање.
Како је у том периоду Ниш био још под Османлијском влашћу у њему ови закони нису могли у потпуности бити примењена на Српску децу.

## Школовање жена у Нишу након ослобођења од Османлија
Након ослобођења Ниша и Југа Србије од Османлија, 1878. године, Кнежевина Србија је 1883. године донела радикални заокрет у законодавном смислу. Уведено је обавезно шестогодишње школовање све мушке и женске деце.
Међутим Закон је и даље остао рестриктивнији према женској деци. Задржао је одвојене зграде за женску и мушку децу, а могућност заједничког образовања деце оба пола постојала је само до дететове десете године. Упркос мањкавостима у овим одредбама, прописано школовање девојчица у Србији с краја 19. века представљало је је значајан напредак.
Одмах по ослобођењу од Османлија, нишке жене запостављене, злоупотребљаване и разним притисцима изложене, биле су у јакој културној заосталости, а истовремено плашљиве и неповерљиве према свим новинама које је у школски систем увела Кнежевина. У том периоду Српској традиционалној елити најближи је био модел жене по европском узору, који је спајао њену традиционалну улогу супруге и мајке са улогом делимично образоване жене.
Један од примера тог модела била је краљица Наталија Обреновић. Управо је она веома допринела оваквој врсти еманципације жене јер је помогла оснивање Женског друштва у Београду и била његова покровитељка. Она је у Србију увела обичај женских хуманитарних акција као што су помоћ болеснима и сиромашнима, добротворне игранке и друге женске делатности, чиме је подстакла и друге жене на друштвено корисне активности ван њихових кућа. Са друге стране, желела је да постане права српска краљица одана традицијама и патријархална и добра мајка и супруга, све по вековном обрасцу који је био примењиван и наметан. Својим чињењем, она је промовисала модел којем је и сама припадала – модел постепене еманципације, јер је успела да један број жена изведе из затворених породичних кругова и уведе их у друштвени живот.
Добар део овог модела понашања прихватило је и женско школство у ондашњој Србији, које је девојкама нудило одређена знања, али и инсистирало на одређеном броју вештина које су традиционално спадале у женска умећа.
Захваљујући иницијативи Женске подружнице Србије, са седиштем у Београду, покренуто је на активност неколико жена из Ниша и уз њихову помоћ основан је огранак прве Женске подружнице у Нишу. Огранак је имао хуманитарне циљеве и бринуо о заштити женских права, културном и образовном уздизању, просвећивању и запошљавању жена. У раду Женског друштва Нишлијке су имале подршку својих мужева: трговаца, официра, лекара, апотекара, марвених лекара, судија, учитеља, инжењера, сајџија, кафеџија, сарача, казанџија и других занимања.

### Оснивање Женске раденичке школе
Новооснована Женска подружница у Нишу (1879) на челу са Љубицом И. Марковић, Анком Павловић, Јеленом Коле Рашић, Лудмилом Зајичек, прихватила се пионирског рада, да у Нишу формира „Женску раденичку школу за вез, бело рубље и хаљине”, и тиме покрене школовање женске деце у граду и околини у складу са савременим захтевима и очекивањима у бројним предрасудама оптерећеној средини.
Школа је основана 1893. године, средствима Женске подружнице, прикупљеним на многобројним акцијама удружења. За прву управитељицу школе постављена је Анка Павловић, председница Нишке подружнице. Школа је имала ранг продужене школе (четврти и пети разред више основне школе). У њу су примане претежно сиромашне девојчице од 13 до 17 године, без икакве надокнаде, које нису могле да похађају „господске школе”, а претходно су завршиле четврти разред основне школе. За разлику од њих богатије девојчице су плаћале школарину (12 динара месечно).
Настава је извођена у лошој приватној згради, на неколико машина за шивење, плетење и шпорета за кување. Највише су били заступљени стручни предмети и практичан рад. Општеобразовни предмети су били мање заступљени (српски језик, рачун) са један до два часа дневно.
Како је школа врло брзо стекла углед у Нишу, родитељи су у њу радо уписивали своју децу. Женски радови ученица излагани су са великим успехом на бројним изложбама у градовима Србији али и Паризу (1889).
Трогодишњим, а касније четворогодишњим и петогодишњим школовањем у школи је било обухваћено око 150 ученица, сваке године. Женску раденичку школу за само неколико година, завршило је 850 ученица, које су биле оспособљене за женске радове у домаћинству. Тако је Ниш, до крај 19. и почетком 20. века добио већи број врсних кројачица женских хаљина, које су пратећи моду, отварале своје кројачке (модне) салоне.
Након што се 1900. године Женска подружница у Нишу одвојила од Подружнице у Београду, почела је да послује као самостална женска организација и слободно располаже сопственим новчаним средствима. Године 1904, за смештај Женске раденичке школе, подружница је, за 12.000 ондашњих динара, купила приземну зграду у Дворској улици (дана улица 7. јула), која је била од тврдог материјала. Зграда је у свом саставу имала; четири веће просторије, једно мање одељење и канцеларију за председника Подружнице. У овој згради школа је дочекала Велики рат 1914.
У току Великог рата Бугарски окупатори су школску зграду демолирали и из ње однели нове а поломили старе шиваће машине.

### Оснивање Женска занатска школе Нишке женске подружнице
Захваљујући великом залагању њене предратне управитељице Јелене Петровић, „Женска раденичка школа” је после Великог рата, 1919. године обновила рад. Школа је наставила рад у истој згради у Дворској улици у Нишу, са 53 ученице, од којих је у првом разреду (одељењу рубља) било 32, а у одељењу за хаљине (четврти разред) 21 ученица.
На основу Закона о женским занатским школама од 30. марта 1922. школа је добила назив „Женска занатска школа Нишке женске подружнице”. Настава је постала петогодишња, с тим што су прва три разреда била нижа, а последња два чинила продужну занатску школу. Од 1920 до 1924 школу је завршило 127 ученица.
Наставу у школи, школске 1926/27 изводило је пет редовних и један хонорарни наставник. Програм школе са укупно 28-40 часова недељно, предвиђао је стручни и практични рад, са 16-26 часова, и следеће стручне предмете: цртање, кројење, српскохрватски језик, рачун, занатска рачуница и калкулације, познавање робе и домаћинство, декоративно цртање, познавање материјала, домаће газдинство, веронаука, хигијена, гимнастика и певање.
Како се школа налазила на свега 200 метара од реке Нишаве, током једне велике поплаве школска зграда је озбиљно оштећена. Обновљена је 1927. и овога пута средствима Нишке женске подружнице. На истој локацију изграђена је двоспратна зграда са пет учионица, и становима за управитеља, председника подружнице и помоћног радника (види слику горе). У школи је по њеном отварању те године радило 11 одељења.
Ускоро је школа запала у потешкоће јер је морала да део просторија уступи Трговачкој академији у Нишу, тако да је њеним ученицима од пет преостало две учионице. Остали разреди пребачени су у другу зграду.